# Radha Poonoosamy
Radha Poonoosamy (née Padayachee le 18 septembre 1924 et morte en janvier 2008) était une femme politique mauricienne (première femme nommée ministre à Maurice) et une militante féministe.

## Biographie
Elle est née Radha Padayachee le 18 septembre 1924 à Durban, en Afrique du Sud, dans une famille d'Indiens catholiques.
Elle a étudié à l'Université de Natal, où elle a été « une fervente adversaire de l'apartheid », et est devenue un membre du Conseil des élèves du Congrès national indien, qui a lutté contre la discrimination anti-indien en Afrique du Sud. Elle est devenue chef de la section des femmes et également membre du comité exécutif du Congrès national africain (ANC).
Elle s'installe à l'île Maurice après avoir épousé le médecin mauricien Valaydon Poonoosamy en 1952. Elle est naturalisée mauricienne et continue son militantisme à l'île Maurice au sein du Parti travailliste.
Le 15 avril 1969, elle est élue adjointe au maire de Quatre Bornes et est élue membre du Parlement mauricien.
En 1975, elle entre au gouvernement en tant que ministre de la Condition féminine et de la Protection des consommateurs et devient la première femme ministre de Maurice, rôle où elle fait notamment adopter des lois contre la discrimination fondée sur le sexe.